# マーガレット・オブ・スコットランド (ノルウェー王妃)
マーガレット・オブ・スコットランド（Margaret of Scotland, 1261年2月28日 - 1283年4月9日）は、ノルウェー王エイリーク2世の最初の王妃。スコットランド王アレグザンダー3世と王妃マーガレット・オブ・イングランドの長女（第1子）。スコットランド女王マーガレットの母。
ノルウェー語名はマルガレーテ・アヴ・スコットランド（Margarete av Skottland）。古ノルド語ではマルグレート・アレクサンデルスドッティル（Margrét Alexandersdóttir）と呼ばれる（現代ノルウェー語ではマルグレーテ・アレクサンデルスドッテル（Margrete Alexandersdotter）となる）。

## 生涯
母の生地でもあるイングランドのウィンザー城で生まれる。1281年にベルゲンでエイリーク2世と結婚し、2年後の1283年に一女マルグレーテを出産後、間もなく死去した。1286年に父アレグザンダー3世が死去した際、スコットランド貴族はその血を引く唯一の生き残りである幼いマルグレーテを、ノルウェーの宮廷にとどめたまま女王マーガレットとして擁立した。
エイリーク2世はその後、1293年に後のスコットランド王ロバート・ブルースの妹イザベル (Isabel Bruce) と再婚したが、この後妻との間にも男子がなく、王位は弟ホーコン5世が継いだ。